# Pierre Tranchand

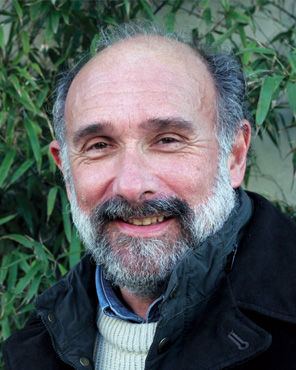
Pierre Tranchand

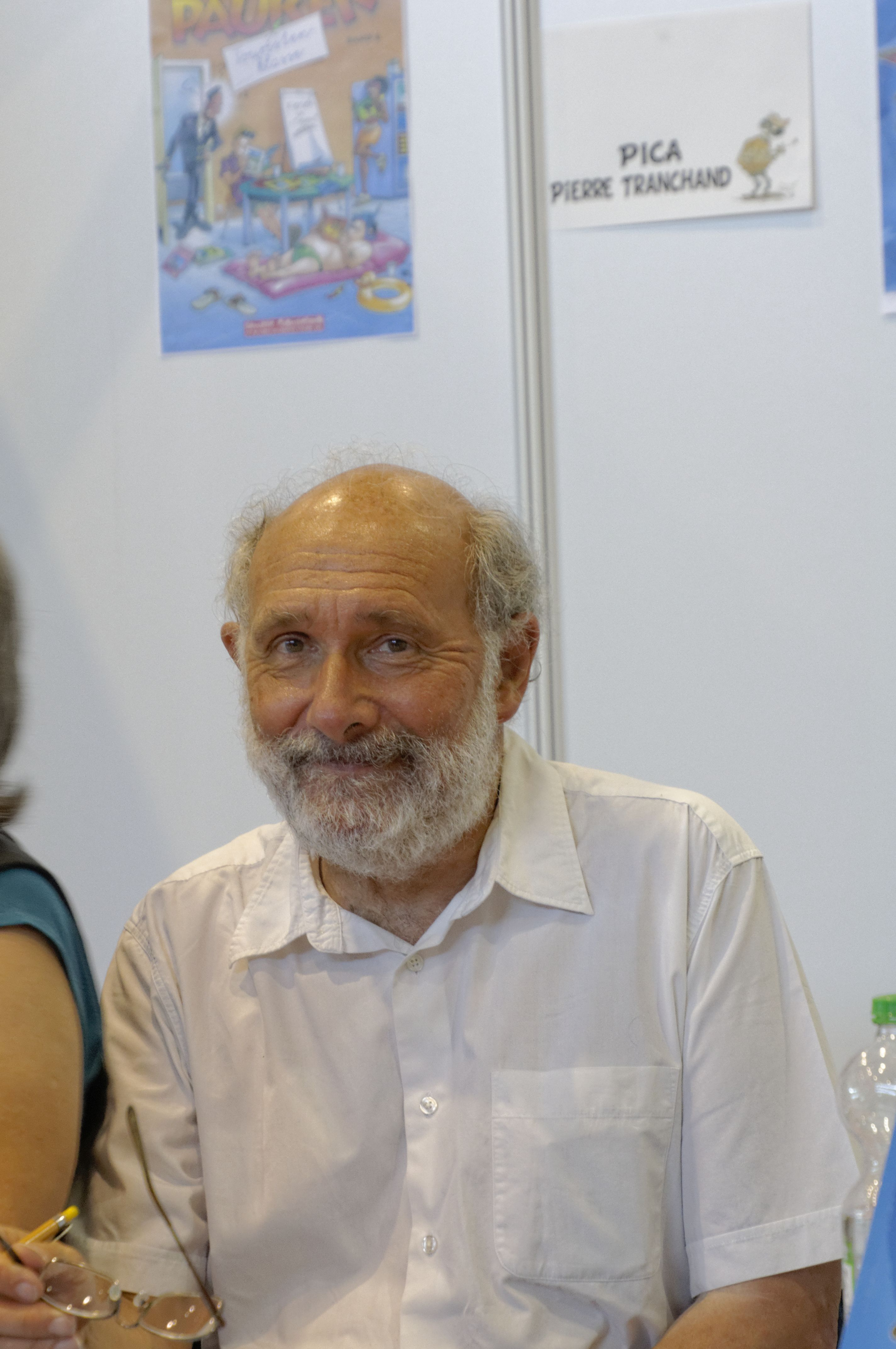
Pierre Tranchand auf der Comic Con Germany 2019

Pierre Tranchand (Pseudonym: Pica) (* 21. Januar 1953 in Saint-Étienne) ist ein französischer Comiczeichner.

## Biographie
Tranchand veröffentlichte seine erste Zeichnungen im Jahr 1974 im Magazin Spirou. 1979 begann er eine Zusammenarbeit mit François Corteggiani mit der Reihe Chafouin et Baluchon, in der zwei Katzen durch die Weltgeschichte reisen. Ein Jahr später begannen sie die Reihe Bastos und Zakusky (Bastos et Zakousky). Darüber hinaus schufen sie die Piratentochter Mandarine (Marine), den Western-Funny Smith & Wesson (Smith et Weston), die Werbecomics Les Gum´s und Super Poulain, die Gagserie Zauberschule Abrakadabra (L´École Abracadabra) sowie die One Shots La créature des ténèbres und Monster Motel. Unter seinem Pseudonym Pica kreierte Tranchand insbesondere die Serie Die Pauker (Les Profs). Weitere Titel unter diesem Pseudonym waren, gemeinsam mit Texter Gilbert Bouchard, die Reihen Les Babyfoots und Croco & Fastefoude.